# Черноярская (станция)
Черноярская (осет. Черноярскæй) — железнодорожная станция в Моздокском районе Республики Северная Осетия — Алания. 
Входит в состав муниципального образования «Ново-Осетинское сельское поселение».

## География
Железнодорожная станция расположена вдоль ветки Гудермес-Прохладная Северо-Кавказской железной дороги, в северо-западной части Моздокского района. Находится в 23 км к западу от районного центра Моздок и в 115 км к северо-западу от города Владикавказ.
Кроме железнодорожной ветки, через поселение проходит автотрасса связывающая напрямую города Моздок и Прохладный.
Граничит с землями населённых пунктов: Луковский на востоке, Черноярская на юге, Притеречный на юго-западе и с посёлком Тельмана и Елбаево на севере.
Населённый пункт расположен на наклонной Кабардинской равнине в степной зоне республики. Рельеф местности преимущественно волнистый равнинный, со слабыми колебаниями высот. Средние высоты на территории села составляют 171 метров над уровнем моря.
Климат влажный умеренный с жарким летом и прохладной зимой. Среднегодовая температура воздуха составляет +10,5°С. Температура воздуха в среднем колеблется от +23,3°С в июле, до -2,5°С в январе. Среднегодовое количество осадков составляет около 570 мм. Основное количество осадков выпадает в период с мая по июль. В конце лета часты суховеи, дующие территории Прикаспийской низменности.

## История
Населённый пункт основан в 1853 году как хутор Гокинаева при станице Черноярской. Название хутору было дано по осетинскому роду Гокинаевых, первоначально заселивших его.
Согласно «Списку населенных мест Кавказского края» за 1874 год хутор Гокинаева, расположенный в 7 верстах к северу от Эристовского канала (число дворов – 20, количество жителей – 141 человек православного вероисповедания), входил в Пятигорский округ.
Со строительством железнодорожной ветки связывавшей города Гудермес и Прохладный хутор начал постепенно развиваться. Однако неизвестно когда хутор был переименован в посёлок Черноярский.
В 1935 году при расформировании Северо-Кавказского края селение в составе Моздокского уезда был включено в состав Ставропольского края.
В 1944 году вместе с городом Моздок и его окрестностями на левобережье реки Терек посёлок был передан в состав Северо-Осетинской АССР.

## Население
| 2002 | 2010 | 2021 |
| ---- | ---- | ---- |
| 680  | ↘600 | ↗609 |

Национальный состав
По данным Всероссийской переписи населения 2010 года:
| Народ   | Численность, чел. | Доля от всего населения, % |
| ------- | ----------------- | -------------------------- |
| турки   | 261               | 43,5 %                     |
| осетины | 154               | 25,7 %                     |
| русские | 111               | 18,5 %                     |
| кумыки  | 37                | 6,2 %                      |
| грузины | 16                | 2,6 %                      |
| другие  | 21                | 3,5 %                      |
| всего   | 600               | 100 %                      |

## Инфраструктура
В посёлке действуют железнодорожный отдел обслуживающий ветку Прохладная-Гудермес. Однако социальная инфраструктура фактически не развита.

## Улицы
| Железнодорожная |
| Мира            |
| Почтовая        |

| Проездная |
| Садовая   |
| Степная   |

| Шоссейная   |
| Элеваторная |